# Stanisław Góral
Stanisław Góral (ur. 14 października 1930 w Wiśniowej, zm. 24 marca 2007 w Wołominie) – prof. dr hab. nauk rolniczych, więzień polityczny okresu stalinowskiego. Członek Związku Młodocianych Więźniów Politycznych lat 1944–1956 Jaworzniacy. 

## Życiorys
Pochodził z rodziny chłopskiej. Od czerwca 1948 należał do młodzieżowej organizacji antykomunistycznej Młode Wojsko Polskie działającej w latach 1948–1949 w Staszowie. W listopadzie 1949 aresztowany przez Urząd Bezpieczeństwa i przetrzymywany przez pięć miesięcy w piwnicach PUBP w Sandomierzu. W czerwcu 1950 skazany wyrokiem Wojskowego Sądu Rejonowego w Kielcach na łączną karę dziesięciu lat więzienia na podstawie artykułu 86 § 2 KKWP oraz artykułu 3 i 4 Dekretu z dnia 13 czerwca 1946 r. o przestępstwach szczególnie niebezpiecznych w okresie odbudowy państwa. Zasądzono mu również utratę praw publicznych i obywatelskich na 5 lat oraz przepadek mienia. Po wyroku odbywał karę pozbawienia wolności w więzieniach stalinowskich: zamek w Sandomierzu, Zakład Karny Rawicz, Jaworzno (tzw. Progresywne Więzienie dla Młodocianych). Zwolniony z więzienia w kwietniu 1956. 

## Kariera naukowa
Po wyjściu z więzienia, gdzie zdał maturę, rozpoczął studia w Wyższej Szkole Rolniczej (WSR) w Olsztynie (obecnie Uniwersytet Warmińsko-Mazurski w Olsztynie), na Wydziale Rolniczym tej uczelni. Studia ukończył w 1961 r. ze stopniem magistra w specjalizacji agronomia. W WSR w Olsztynie rozpoczął pracę naukową. W latach 1961–1969 był asystentem i adiunktem w Katedrze Genetyki. W 1965 r. obronił pracę doktorską pt. Wpływ nektarowania i oblotu owadów na osadzenie nasion u di- i tetraploidalnej koniczyny czerwonej (Trifolium pratense L.), wykonaną pod kierunkiem prof. dr hab. Teresy Hulewicz.
W 1969 r. podjął pracę na stanowisku Głównego Hodowcy w Stacji Hodowli Roślin Skrzeszowice, należącym wówczas do Krakowskiej Hodowli Roślin.
W 1971 r. rozpoczął pracę w Instytucie Hodowli i Aklimatyzacji Roślin w Radzikowie na stanowisku adiunkta w Zakładzie Genetyki.
W 1975 r. zdał kolokwium habilitacyjne z przewodu zatytułowanego Wartość hodowlana ekotypów Trifolium pratense L. var. spontaneum Willk.. 
W 1989 r. na wniosek Rady Naukowej IHAR Rada Państwa nadała docentowi St. Góralowi tytuł profesora.
Prof St. Góral pracując w Instytucie zarządzał Pracownią, Zakładem Naukowym, wreszcie Krajowym Centrum Roślinnych Zasobów Genowych.
Pełnił funkcję kuratora roślinnych zasobów genowych w strukturach RWPG i IBPGR (International Board for Plant Genetic Resources – Międzynarodowego Instytutu Roślinnych Zasobów Genowych, obecnie: Bioversity International). Był członkiem Rady Naukowej IHAR 4. kadencji w latach 1985–2001.
Był członkiem krajowych i międzynarodowych organizacji i towarzystw naukowych, jak: Polska Akademia Nauk Wydział V – Nauk Rolniczych, Leśnych i Weterynaryjnych,  Polskie Towarzystwo Genetyczne, Polskie Towarzystwo Inżynierii Ekologicznej, EUCARPIA, SITR.
Autor i współautor prac naukowych i książek z zakresu hodowli i uprawy roślin, jedenastu odmian traw, oleistych i motylkowatych. Promotor i recenzent kilku prac doktorskich i habilitacyjnych.
Odznaczony Krzyżem Oficerskim Orderu Odrodzenia Polski, Krzyżem Niepodległości z Mieczami, Złotym Krzyżem Zasługi, Złotym Medalem Instytutu Uprawy Roślin w Pradze-Ruzyně (Czechosłowacja), przyznanym za długoletnią współpracę naukową.

## Życie prywatne
Żonaty z Marią z Kielaków, również adiunktem w WSR w Olsztynie. Zięć posła na Sejm II RP Stanisława Kielaka. Po przejściu na emeryturę zamieszkał wraz z żoną we wsi Chrzęsne. W konsekwencji wypadku kolejowego zmarł w Szpitalu Powiatowym w Wołominie. Pochowany na cmentarzu w Postoliskach.